# 我和琼斯夫人
《我和琼斯夫人》（英語：Me and Mrs. Jones）是1972年的一首靈魂樂，由肯尼-甘布尔、莱昂·赫夫和卡里·吉尔伯特创作，最初由比利-保罗Billy Paul录制。这首歌描述了一个男人和他的情人琼斯夫人之间的绯闻。

## 迈克尔·布雷版本
《我和琼斯夫人》（英語：Me and Mrs. Jones）是加拿大男歌手麥可·布雷于2007年录制的一首单曲，作为其第三张录音室专辑《就叫我负心人》的第二首单曲发行。这首歌是布雷与他当时的女友艾美莉·賓特合作演唱的，賓特在歌曲MV的末尾现身并演唱了最后一段歌词。